# Trentham

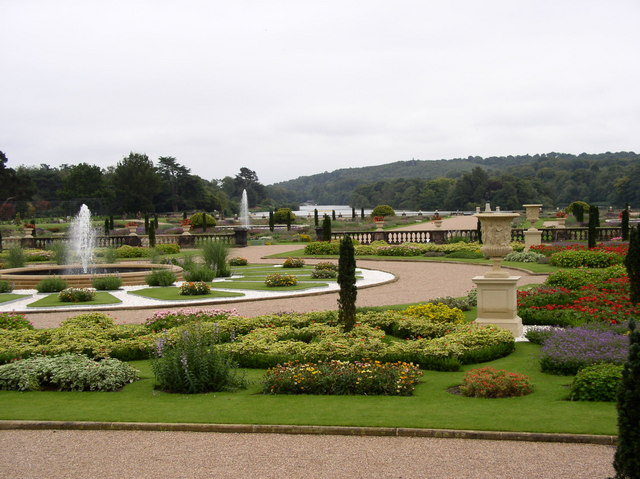
Trentham Gardens.

Trentham är en förort till Stoke-on-Trent, i distriktet Stoke-on-Trent, i grevskapet Staffordshire i England, belägen sydväst om stadens centrum och söder om grannstaden Newcastle-under-Lyme.
Trentham är inte en av de historiska "sex städer" som förenades 1910 för att bilda staden Stoke-on-Trent. Trentham gick istället med i förbundet 1922 då staden utökades. Områdets kombination av historia och geografi, tillsammans med den avsevärt annorlunda demografin jämfört med resten av staden, har givit upphov till en tendens hos Trentham-invånare att inte anse sig själva vara en del av staden Stoke-on-Trent.
Trentham var en civil parish fram till 1932 när blev den en del av Barlaston, Swynnerton och Whitmore. Civil parish hade 726 invånare år 1931. Byn nämndes i Domedagsboken (Domesday Book) år 1086, och kallades då Trenham.